# Papa Giovanni XI
Giovanni XI (Roma, tra il 907 e il 910 – Roma, dicembre 935/inizi del 936) è stato il 125º papa della Chiesa cattolica dal 931 al 935.

## Biografia

### Origini familiari e carriera ecclesiastica
Il Liber pontificalis attribuisce la paternità di Giovanni a papa Sergio III: "Johannes, natione Romanus ex patre Sergio papa".  
Giovanni nacque da una relazione tra Sergio III e Marozia, la donna più potente di Roma, intercorsa negli anni tra il 907 e il 910. Tale singolare paternità (papa figlio di un papa) è un caso unico nella storia della Chiesa cattolica.
Anche per Liutprando da Cremona (storico di parte imperiale, 920 ca. - 972) il padre di Giovanni fu papa Sergio III: 
(Liutprando, p. 852)
Non fa eccezione l'umanista Bartolomeo Sacchi (1421-1481).
La storiografia moderna, invece è divisa. Ferdinand Gregorovius, Ernst Dümmler, Thomas Greenwood (Cathedra Petri: A Political History of the Great Latin Patriarchate), Philip Schaff e Rudolf Baxmann si allineano al Liber pontificalis nell'indicare papa Sergio III come padre di Giovanni XI. Anche storici contemporanei come l'italiano Claudio Rendina e il tedesco Franz Xaver Seppelt sostengono la versione del Liber Pontificalis. Il Seppelt, in particolare (citato dal Rendina, p. 320), afferma che «Il maldicente Liutprando non costituisce l'unica fonte sui natali illegittimi del nuovo papa, per cui questa illegittimità può essere ammessa con una certa fondatezza».
Invece  H. Mann Reginald L. Poole, Peter Llewelyn, Karl Josef von Hefele, August Friedrich Gfrörer, Ludovico Antonio Muratori e Francis Patrick Kenrick ritengono che il padre di Papa Giovanni XI fosse Alberico I di Spoleto (conte dei Marsi, marchese di Toscana e Camerino e duca di Spoleto).
Anche secondo la Storia dei Papi, pubblicata a Torino dalla UTET (1939), Giovanni era figlio di Alberico I di Spoleto, il primo marito di Marozia.
All'età di appena un anno, Giovanni rimase orfano del padre. Marozia riservò a lui la carriera ecclesiastica, facendogli percorrere le tappe necessarie per diventare pontefice mentre sedevano sul soglio pontificio Leone VI e Stefano VII. L'ultima tappa prima dell'elezione papale fu la nomina a cardinale presbitero di Santa Maria in Trastevere (data sconosciuta).

### Il pontificato (931-935)

#### Elezione
Quando Stefano VII morì, nel marzo del 931, Giovanni era cardinale presbiterio di Santa Maria in Trastevere, e dunque salì al soglio di Pietro quando aveva tra i 21 e i 24 anni.
Giovane e inesperto, per i primi due anni di pontificato, ossia finché Marozia ebbe il potere assoluto su Roma, Giovanni rimase totalmente succube della volontà della madre e del fratello Alberico. Come i suoi due predecessori, Giovanni non prese parte al governo della città, essendo il potere temporale nelle mani della madre.

#### Il colpo di stato di Alberico
Rimasta vedova per la seconda volta, nel 932 Marozia celebrò un terzo matrimonio con il Re d'Italia Ugo di Provenza, che era però suo cognato, in quanto fratello del defunto secondo marito di lei Guido di Toscana. Giovanni, come papa e figlio della sposa, non ebbe ovviamente problemi a superare le norme del diritto canonico al riguardo, che avrebbero dovuto impedire il matrimonio incestuoso tra congiunti, ma Ugo preferì non correre rischi e inventò una diversa ascendenza sia per Guido che per l'altro fratello Lamberto. Giunto a Roma, il matrimonio fu celebrato in Castel Sant'Angelo. Gregorovius ritiene plausibile che fosse proprio Giovanni ad officiare e benedire le nozze:
(Gregorovius, p. 4)
Le ambizioni di Marozia cominciarono a suscitare invidie e malumori nell'aristocrazia romana, ma colui che concretamente scompaginò i suoi piani fu un suo familiare, addirittura un suo figlio: il già citato Alberico. Egli aveva in qualche modo celato la sua ambizione di sostituire la madre come signore de facto  di Roma. L'occasione gli si presentò durante il ricevimento di nozze di Marozia con Ugo di Provenza. Alberico fu costretto dalla madre a fare il paggio; per sbaglio (o apposta) versò un po' d'acqua sulle mani del re, il quale ricambiò con un sonoro schiaffo sulla guancia di Alberico. Un simile insulto ai romani da parte di un barbaro (Ugo apparteneva alla dinastica franca dei Bosonidi) era un insulto a Roma: il popolo afferrò le armi e, sotto la guida di Alberico, assaltò Castel Sant'Angelo. Ugo fuggì di notte da Roma senza scorta e ritornò nelle sue terre.
Subito dopo la presa del potere, Alberico rinchiuse la madre in convento e si autoproclamò senator, patricius et princeps Romanorum. Quanto a Giovanni, fu confinato nella residenza pontificia del Palazzo del Laterano. Da quel momento in poi, lo stesso Alberico controllò interamente Roma, papato compreso, per più di due decenni.

#### Sotto l'autocrazia di Alberico
Il Piazzoni scrive che «[Giovanni] da allora e solo per qualche anno (morì venticinquenne) esercitò il suo ministero praticamente agli arresti domiciliari nel Laterano e limitandosi ad attività liturgiche e religiose». È dello stesso parere il Ferdinand Gregorovius.
Il pontificato di Giovanni fu segnato dal sostegno all'intronizzazione di Teofilatto, giovane figlio dell'imperatore bizantino Romano I Lecapeno, sul seggio del Patriarcato di Costantinopoli.
Nel 931 Giovanni XI conferì a Oddone, abate del monastero di Cluny in Borgogna, un privilegio che sarà fondamentale per la rinascita spirituale dell'XI secolo: la protezione diretta della Santa Sede sul monastero francese e la possibilità di aggregare monasteri al "monastero madre". Quest'atto escludeva l'interferenza di principi e del vescovo locale nella vita della comunità, rendendo Cluny una sorta di enclave papale in terra francese. Ciò permise ai monaci cluniacensi di operare indisturbati nella diffusione dei loro ideali comunitari e delle virtù che si prefissero di raggiungere.

### Creazione di cardinali
Durante il suo pontificato Giovanni XI creò un solo cardinale: Leone, che diventerà suo successore nel gennaio del 936 col nome di Leone VII.

### Documenti del pontificato
Non è possibile fissare una data esatta dei documenti di Giovanni; ma si possono ugualmente citare i più importanti:
- il conferimento del pallio ad Artaldo, arcivescovo di Reims;
- la concessione di privilegi al monastero di Vézelay (diocesi di Autun) e ai monaci di San Silvestro in Capite (a Roma), consentendo a questi ultimi di possedere un mulino sul Tevere;
- una lettera all'arcivescovo Teotolone di Tours riguardante il monastero di Santa Giuliana;
- la conferma alla chiesa di Autun del diritto alla libera elezione del vescovo;
- la sentenza che obbliga Silvio, signore di Clérieux, a restaurare la chiesa del convento nella diocesi di Vienne, cui aveva appiccato fuoco.

### Morte
Nel dicembre del 935 (o al più tardi agli inizi del 936) Giovanni XI morì all'improvviso,  dopo essere vissuto per cinque oscuri anni sotto lo sguardo vigile del fratello. È sepolto in San Giovanni in Laterano.